# فابريزيو أنخيليري
فابريزيو خيرمان أنخيليري (بالإسبانية: Fabrizio Germán Angileri)‏ (مواليد 15 مارس 1994)، وهو لاعب كرة قدم أرجنتيني يلعب كلاعب وسط في دوري الدرجة الأولى الأرجنتيني.

## وصلات خارجية
- فابريزيو أنخيليري على موقع قاعدة بيانات كرة القدم.إي يو (الإنجليزية)
- فابريزيو أنخيليري على موقع Soccerway.com (الإنجليزية)
- فابريزيو أنخيليري على موقع عالم كرة القدم.نت (الإنجليزية)

- Fabrizio Angileri at Godoy Cruz’s website